# Boogiepop
Boogiepop (jap. ブギーポップ, Bugīpoppu) ist eine Light-Novel-Reihe vom japanischen Autoren Kōhei Kadono und dem Zeichner Kōji Ogata, die seit 1998 erscheint. Das Werk wurde unter anderem als Manga und Anime-Fernsehserie adaptiert und lässt sich den Genre Horror, Drama und Übernatürliches zuordnen.

## Handlung
Die einzelnen Werke behandeln weitgehend unabhängige Geschichten, die sich um die Figur des Boogiepop ranken. Dieser Shinigami beschützt die Schüler der Shinyo-Oberschule und ergreift dazu immer von einem von ihnen Besitz. Es erwacht sobald „Feinde der Welt“ auftauchen, um sie zu entfernen.

### Boogiepop
An der Shinyo-Oberschule verschwinden immer wieder Schüler. Es heißt, sie seien ausgerissen, doch keiner wird je wieder gesehen. Der Schüler Keiji Takeda entdeckt, dass der Shinigami Boogiepop sich den Körper seiner Freundin Toka Miyashita leiht, um von Zeit zu Zeit über die Schüler zu wachen. Doch bald heißt es, Boogiepop würde hinter dem Verschwinden der Schüler stecken.
Die geheimnisvolle Towa-Organisation erfährt von Boogiepop und heuert die stille Aya Orihata an, um ihn hervorzulocken. Ihr Verehrer Masaki Taniguchi lauert daraufhin als Boogiepop verkleidet Raufbolden auf und versucht so, Aya zu beeindrucken. Der Junge Shinjiro Anno, heimlich in Masaki verliebt, wird bald darauf von Spooky E von der Towa-Organisation entführt. Diese programmieren ihn zu ihrer Marionette um, wie auch zuvor die anderen Schüler, die sie entführten. Auch Masaki wird daraufhin von Spooky E angegriffen, aber mit der Hilfe seiner Schwester Nagi kann er entkommen. Daraufhin hört er auf, sich als Boogiepop zu verkleiden.

### Boogiepop Dual
Nur die Lehrerin Motoka Igarashi weiß, dass Boogiepop die Menschen an der Shinyo-Oberschule beschützt, der nun im Schüler Takaya Akizuki lebt. Als die Schülerin Yuki Koga entführt und fast vergewaltigt wird, will Boogiepop eingreifen. Kurz darauf muss er ein Mädchen retten, das sich vom Dach der Schule stürzt, wobei auch sein Wirtskörper in Mitleidenschaft gezogen wird. Schließlich werden Zusammenhänge zwischen diesen Vorfällen und einer früheren Mordserie an der Schule offenbart, bei der Boogiepop erstmals auftrat.

### Boogiepop wa Warawanai
Wissenschaftler versuchen, das hochintelligente Wesen Echoes zu klonen, doch der Versuch scheitert und es entsteht Mantikor, ein Menschenfresser. Dieser soll vernichtet werden, wobei eine Lichtsäule entsteht, doch Mantikor überlebt und zieht sich in die Kanalisation zurück. Die Lichtsäule führt dazu, dass aus Boogiepop heraus Boogiepop Phantom entsteht, der wie er die Feinde der Welt bekämpfen will. Außerdem erlangen durch die Lichtsäule verschiedene Jugendliche übernatürliche Fähigkeiten wie Telepathie und Psychokinese.
Bald beginnt ein Kampf zwischen Boogiepop Phantom und dem Mantikor, das sich durch das magnetische Feld der Stadt bewegen und wie Boogiepop menschliche Körper übernehmen kann. Währenddessen versucht Nagi Kirima herauszufinden, wie das magnetische Feld um die Stadt entstand. Schließlich gelingt es ihr und Boogiepop Phantom Mantikor zu töten.

## Light Novel
Die Romanreihe die von Kōhei Kadono geschrieben und von Kōji Ogata illustriert wird, erscheint seit Februar 1998 beim Verlag Media Works bzw. später ASCII Media Works. Bisher (Stand: September 2013) wurden 18 Bände veröffentlicht:
1. Boogiepop wa Warawani (ブギーポップは笑わない), Februar 1998, ISBN 4-8402-0804-2
2. Boogiepop Returns vs Imaginator Part 1 (ブギーポップ・リターンズ VSイマジネーター PART 1), August 1998, ISBN 4-8402-0943-X
3. Boogiepop Returns vs Imaginator Part 2 (ブギーポップ・リターンズ VSイマジネーター PART 2), August 1998, ISBN 4-8402-0944-8
4. Boogiepop in the Mirror: Pandora (ブギーポップ・イン・ザ・ミラー パンドラ), Dezember 1998, ISBN 4-8402-1035-7
5. Boogiepop Overdrive: Waikyokuō (ブギーポップ・オーバードライブ 歪曲王), Februar 1999, ISBN 4-8402-1088-8
6. Yoake no Boogiepop (夜明けのブギーポップ), Mai 1999, ISBN 4-8402-1197-3
7. Boogiepop Missing: Peppermint no Majutsushi (ブギーポップ・ミッシング ペパーミントの魔術師), August 1999, ISBN 4-8402-1250-3
8. Boogiepop Countdown: Embryo Shinshoku (ブギーポップ・カウントダウン エンブリオ浸蝕), Dezember 1999, ISBN 4-8402-1358-5
9. Boogiepop Wicked: Embryo Enjō (ブギーポップ・ウィキッド エンブリオ炎生), Februar 2000, ISBN 4-8402-1414-X
10. Boogiepop Paradox: Heartless Red (ブギーポップ・パラドックス ハートレス・レッド), Februar 2001, ISBN 4-8402-1736-X
11. Boogiepop Unbalance: Holy & Ghost (ブギーポップ・アンバランス ホーリィ&ゴースト), September 2001, ISBN 4-8402-1896-X
12. Boogiepop Staccato: Jinx Shop e Yōkoso (ブギーポップ・スタッカート ジンクス・ショップへようこそ), März 2003, ISBN 4-8402-2293-2
13. Boogiepop Bounding: Lost Moebius (ブギーポップ・バウンディング ロスト・メビウス), April 2005, ISBN 4-8402-3018-8
14. Boogiepop Intolerance: Orpheus no Hakobune (ブギーポップ・イントレランス オルフェの方舟), April 2006, ISBN 4-8402-3384-5
15. Boogiepop Question: Chinmoku Pyramid (ブギーポップ・クエスチョン 沈黙ピラミッド), Januar 2008, ISBN 978-4-8402-4141-0
16. Boogiepop Darkly: Bakeneko Tomemai no Scat (ブギーポップ・ダークリー 化け猫とめまいのスキャット), Dezember 2009, ISBN 978-4-04-868197-1
17. Boogiepop Unknown: Kowarekate no Moonlight (ブギーポップ・アンノウン 壊れかけのムーンライト), Januar 2011, ISBN 978-4-04-870122-8
18. Boogiepop Within: Sabimamire no Babylon (ブギーポップ・ウィズイン さびまみれのバビロン), September 2013, ISBN 978-4-04-891870-1

Die Reihe erscheint auf Englisch bei Seven Seas Entertainment. Die Light Novel erscheint auf Deutsch seit November 2006 bei Tokyopop.

## Manga

### Boogiepop wa Warawanai
Unter dem Titel Boogiepop wa Warawanai (ブギーポップは笑わない) erschien vom 7. August 1999 bis 18. Juni 2002 eine Manga-Reihe zur Light Novel, die von Kōji Ogata gezeichnet wurde. Die Einzelkapitel erschienen zuerst im Magazin Dengeki hp (Ausgaben 9/1999 bis 5/2001) und dann Dengeki Animation Magazine (Ausgaben 12 bis 18) des Verlags Media Works. Später wurden die Kapitel in insgesamt zwei Sammelbänden (Tankōbon) zusammengefasst.
Der Manga wurde auf Englisch von Seven Seas Entertainment veröffentlicht.

### Boogiepop Dual
Unter dem Titel Boogiepop Dual: Makeinu-tachi no Circus (ブギーポップ・デュアル 負け犬たちのサーカス, Bugīpoppu Dyuaru: Makeinu-tachi no Sākasu) wurde vom 18. Oktober 1999 (Ausgabe 11/1999) bis 18. September 2000 (Ausgabe 10/2000) im Magazin Comic Dengeki Daiō ein zweiter Manga veröffentlicht, von Masayuki Takano gezeichnet. Anschließend wurden die Kapitel in zwei Sammelbänden zusammengefasst.
Auf Englisch erschien der Manga bei Seven Seas Entertainment. Eine deutsche Fassung erschien im September 2007 bei Tokyopop.

## Anime

### Boogiepop wa Warawanai: Boogiepop Phantom
Madhouse produzierte unter der Regie von Takashi Watanabe eine Anime-Fernsehserie zur Light-Novel-Reihe. Das Charakterdesign entwarf Shigeyuki Suga und die künstlerische Leitung übernahmen Izumi Hoki und Yuka Hirama. Die Serie wurde vom 6. Januar 2000 bis zum 23. März 2000 nach Mitternacht (und damit am vorigen Fernsehtag) durch den Sender TV Tokyo in Japan ausgestrahlt, mit Versatz aber auch auf die zum Network gehörigen TV Hokkaidō, TV Aichi, TV Ōsaka, TV Setouchi, TVQ Kyūshū, sowie TV-U Fukushima und Shizuoka Hōsō.
Die Sender Anime Selects, TechTV und The Anime Network strahlten den Anime auf Englisch aus, bei Dybex erschien er auf Französisch. In Spanien wurde die Serie durch Buzz Channel ausgestrahlt, in Lateinamerika auf Spanisch und Portugiesisch durch Locomotion. Der Anime wurde außerdem ins Niederländische und Italienisch übersetzt. Die internationalen Fassungen wurden meist unter dem Titel Boogiepop Phantom veröffentlicht.

### Boogiepop and Others
2019 entstand bei Madhouse eine Fortsetzung unter der Regie von Shingo Natsume. Das Drehbuch stammt von Tomohiro Suzuki und das Charakterdesign von Hidehiko Sawada. Diese wird ab dem 4. April 2019 auf AT-X, sowie mit bis zu einer Woche Versatz auch auf Tokyo MX, BS11, KBS Kyōto, Sun TV und TV Aichi ausgestrahlt.
AniMoon lizenzierte die Serie am 12. Dezember 2018 für den deutschen Markt mit einem Simulcast auf der Streamingplattform Wakanim.

### Synchronisation
| Rolle             | Japanischer Sprecher (Seiyū) | Japanischer Sprecher (Seiyū) | Deutsche Sprecher       |
| Rolle             | 2000                         | 2019                         | 2019                    |
| ----------------- | ---------------------------- | ---------------------------- | ----------------------- |
| Boogiepop         | Kaori Shimizu                | Aoi Yūki                     | Mayke Dähn              |
| Toka Miyashita    | Kaori Shimizu                | Aoi Yūki                     | Mayke Dähn              |
| Nagi Kirima       | Yū Asakawa                   | Saori Ōnishi                 | Lisa May-Mitsching      |
| Kazuko Suema      | Kyo Nagasawa                 | Reina Kondō                  | Alina Freund            |
| Manticore Phantom | Jun Fukuyama                 |                              |                         |
| Masami Saotome    | Jun Fukuyama                 | Jun’ya Enoki                 | Daniel Käser            |
| Moto Tonomura     | Mamiko Noto                  |                              |                         |
| Boogiepop Phantom | Mayumi Asano                 |                              |                         |
| Jounouchi Hisashi | Shizuma Teijima              |                              |                         |
| Shirou Tanaka     | Hideyuki Kasahara            | Aoi Ichikawa                 | Patrick Kropp           |
| Echoes            | Yasufumi Terawaki            | Kouki Miyata                 | Louis Friedemann Thiele |

### Musik
Die Musik der ersten Serie wurde komponiert von Atsushi Yabe und Hideki Amano. Der Vorspann Yūdachi (夕立ち) stammt von Shikao Suga. Als Abspann verwendete man Mirai Seiki Maruhi Club von Kyoko.
Bei der zweiten Serie stammt die Serienmusik von Kensuke Ushio und der Vorspanntitel shadowgraph von Myth & Roid. Der Abspanntitel Whiteout wird von Riko Azuna gesungen und von Bonjour Suzuki komponiert und getextet.

## Realfilm
Im Jahr 2000 erschien der 109 Minuten lange Realfilm Boogiepop and Others unter der Regie von Ryū Kaneda, dessen Handlung vor der Anime-Serie spielt.

## Rezeption

### Boogiepop
Irene Salzmann von Splashcomics.de schreibt, die Reihe greife bekannte Konflikte aus der Schule auf und richte sich so vor allem an jugendliches Publikum. Die Geschichte werde durch das Phantastische Element des Boogiepop aufgepeppt. Die Charaktere seien sympathisch und die Konflikte nachvollziehbar. Im weiteren Verlauf flachten jedoch die Charaktere zu Klischees ab und der Handlung fehlte es an Hintergrundinformationen, sodass einige Teile unverständlich würden und auch die Spannung leide. Die Sprache sei sehr einfach gehalten und die Reihe würde die Ansprüche der Leser kaum erfüllen können. Das empfohlene Lesealter ab 13 Jahren sei angesichts der vielen Toten, besonders dem mehrfach vorkommenden Verlust von Sympathieträgern, zu niedrig angesetzt.

### Boogiepop Dual
Boogiepop Dual hat laut Irene Salzmann von Splashcomics.de eine verwirrende Handlung, da viele Hintergrundinformationen nicht gegeben werden und die Protagonisten schwer auseinanderzuhalten seien. Die Charaktere seien interessant, aber recht flach. Die Illustrationen seien ansprechend und unterstützten die geheimnisvolle Atmosphäre.